# Ayer (Massachusetts)
Ayer es un pueblo ubicado en el condado de Middlesex en el estado estadounidense de Massachusetts. En el Censo de 2010 tenía una población de 7.427 habitantes y una densidad poblacional de 302,42 personas por km².

## Geografía
Ayer se encuentra ubicado en las coordenadas 42°33′41″N 71°34′27″O / 42.56139, -71.57417. Según la Oficina del Censo de los Estados Unidos, Ayer tiene una superficie total de 24.56 km², de la cual 23.11 km² corresponden a tierra firme y (5.88%) 1.45 km² es agua.

## Demografía
Según el censo de 2010, había 7.427 personas residiendo en Ayer. La densidad de población era de 302,42 hab./km². De los 7.427 habitantes, Ayer estaba compuesto por el 84.29% blancos, el 5.91% eran afroamericanos, el 0.26% eran amerindios, el 3.64% eran asiáticos, el 0.22% eran isleños del Pacífico, el 2.34% eran de otras razas y el 3.35% pertenecían a dos o más razas. Del total de la población el 5.67% eran hispanos o latinos de cualquier raza.